# Новосёловка (Гребёнковский район)
Новосёловка (укр. Новоселівка) — село,
Ульяновский сельский совет,
Гребёнковский район,
Полтавская область,
Украина.
Код КОАТУУ — 5320886604. Население по переписи 2001 года составляло 24 человека.

## Географическое положение
Село Новосёловка находится на левом берегу реки Слепород,
выше по течению на расстоянии в 2 км расположено село Тарасовка,
ниже по течению на расстоянии в 1,5 км расположено село Почаевка,
на противоположном берегу — село Сотницкое.